# Titus Veturius Geminus Cicurinus (Konsul 494 v. Chr.)
Titus Veturius Geminus Cicurinus ist eine Gestalt der frühen Römischen Republik und mutmaßlicher Konsul des Jahres 494 v. Chr. Sein Amtskollege war Aulus Verginius Tricostus Caelimontanus.
Sein Name ist in folgenden Varianten überliefert: T. Vetusius (Livius II 28, 1 mit unvollständigem Rhotazismus; daraus Cassiodor), Τῖτος Οὐετούριος Γέμινος (Dionysios von Halikarnassos VI 34, 1). In den Fasti Capitolini taucht der Name nicht auf; er ist jedoch im Chronicon Paschale und in den Fasti Hydat. bezeugt (dort in verderbter Form: Vitellino III).
Das Cognomen Geminus („Zwilling“) weist auf seinen (mutmaßlichen) Zwillingsbruder Veturius Geminus Cicurinus hin, der im Jahr 499 v. Chr. Konsul war. Sein gleichnamiger Sohn war Konsul im Jahr 462 v. Chr., siehe Titus Veturius Geminus Cicurinus (Konsul 462 v. Chr.).
Als Konsul wählte er mit seinem Amtskollegen den Manius Valerius Maximus zum Diktator, um das Volk zum Kriegsdienst zu zwingen. Dieser stellte zehn Legionen auf, von denen er selbst vier, die Konsuln jeweils drei befehligten. Des Veturius’ Kämpfe gegen die Aequer sind in ihren Einzelheiten nicht historisch haltbar. Er soll sie aus Latium vertrieben haben, beim Gegenangriff auf ihre Stellungen in den Bergen jedoch gescheitert sein.